# Paul Draper
Paul Robert Draper (nacido en 1957) es un filósofo estadounidense, más conocido por su trabajo en la filosofía de la religión. Su trabajo sobre el argumento evidencial del mal ha sido muy influyente. Actualmente es profesor en la Universidad de Purdue. Es coeditor de temas de filosofía de la religión para la Enciclopedia de Filosofía de Stanford.

## Carrera profesional
Draper estudió filosofía en la Universidad de California, Irvine, recibiendo su título de Licenciado en Artes en 1979, su Maestría en Artes en 1982 y su Doctorado en Filosofía en 1985. Enseñó filosofía en la Universidad Internacional de Florida de 1987 a 2006, después de lo cual se trasladó a la Universidad de Purdue.
Draper fue editor de la revista académica Philo de 2007 a 2012. Su investigación filosófica se centra en cuestiones de filosofía de la religión; Ha escrito extensamente sobre el problema del mal, incluido el argumento de que el proceso de selección natural es lo suficientemente brutal como para plantear un problema a quienes creen en un creador omnipotente y moralmente bueno. En 1997, debatió con el apologista cristiano William Lane Craig sobre la existencia de Dios. Ha editado una colección de debate llamada God or Blind Nature? Philosophers Debate the Evidence, publicado como libro electrónico en 2007.
Uno de los artículos influyentes y ampliamente reimpresos de Draper es "Pain and Pleasure: An Evidential Problem for Theists", publicado en la revista Noûs en 1989. En él, Draper propone una modificación y extensión del argumento del "problema del mal". En lugar de afirmar que la existencia del mal contradice lógicamente al teísmo, argumenta que la "hipótesis de la indiferencia", que sostiene que si existen seres sobrenaturales, son indiferentes a nuestro sufrimiento, explica mejor la existencia del sufrimiento. Dado que la hipótesis de la indiferencia es lógicamente incompatible con el teísmo, considera que esto es un problema probatorio para el teísmo. El artículo se basa significativamente en el uso de probabilidades epistémicas, equivalentes a las utilizadas en el razonamiento bayesiano. También es responsable de acuñar por primera vez el término teísmo escéptico.